# Monstera lechleriana
Monstera lechleriana Schott – gatunek wieloletnich, wiecznie zielonych pnączy z rodziny obrazkowatych, pochodzący z obszaru od Meksyku do Wenezueli i Boliwii, zasiedlający lasy deszczowe strefy równikowej.